# Vuelco de rocas

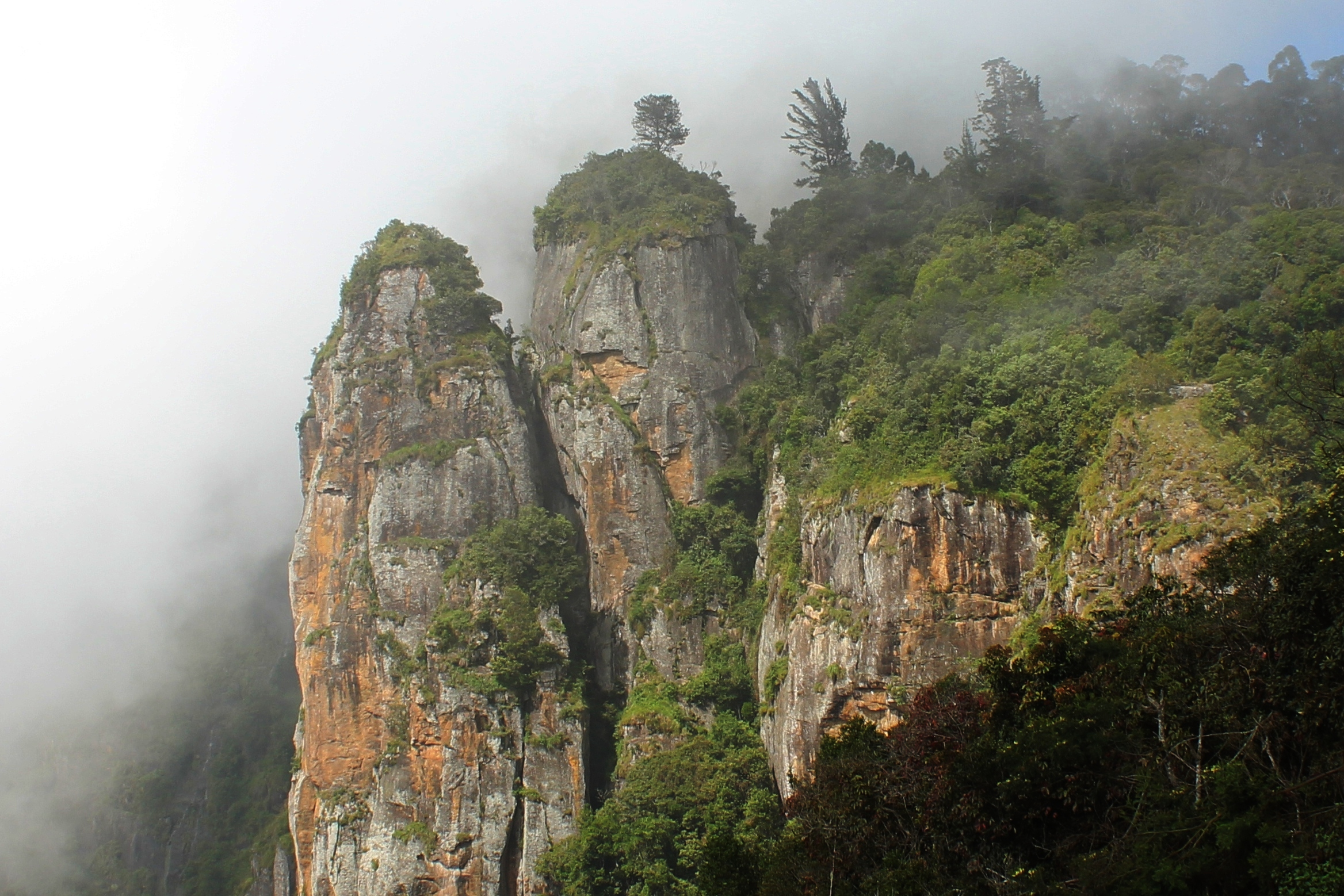
Pilares de roca en Kodaikanal, India, potencialmente propensos a vuelcos de roca.

Se conoce como vuelco de rocas al tumbamiento de una columna de roca en una ladera o pared natural. Los vuelcos se dan cuando una masa de rocas rota hacia adelante (cuesta abajo). Una vez que la inclinacíon es suficiente ocurre una ruptura que desprende a la masa de roca dando paso a su caída y fragmentación. El despendimento es a veces posible debido a la ocurrencia de fracturas preexistentes. En otros casos se originan fracturas de tensión nuevas.
Una causa de vuelco de rocas es la socavación por erosión o meteorización de la base de una columna. Otras causas pueden ser un empuje gradual al vuelco debido a cambios de volumen de materiales ricos en arcilla o el sobre-empinamiento de la ladera debido a la erosión.